# 29 av. J.-C.
Cette page concerne l'année 29 av. J.-C. du calendrier julien.

## Événements
- 11 janvier : les portes du temple du dieu de la guerre Janus sont fermées à Rome[1]. Début de la Pax Romana.
- 16 avril : inscription du  préfet d'Égypte Caius Cornelius Gallus à Philæ ; il prend possession de la Thébaïde et met en tutelle le roi de Koush. Il semble qu'il envisage de s'emparer du pouvoir s'il est révoqué : il remet en état la flotte, fortifie la frontière avec la Nubie, fabrique des armes[2].
- 13-15 août : triple triomphe d'Octavien[3].
  - Octavien rentre à Rome au milieu de l’année. Seul maître de l’empire, il célèbre trois triomphes successifs : pour ses succès sur les Pannoniens et les Dalmates et ceux de son lieutenant Caius Carrinas sur les Morins et les Suèves (en 35 av. J.-C. et en 36 av. J.-C.), pour sa victoire d’Actium et enfin pour la conquête de l’Égypte. De brillantes fêtes, des représentations théâtrales et des jeux suivent ce triple triomphe.
- 18 août : Octavien inaugure le temple du Divin Jules sur le forum et la nouvelle curie baptisée Curia Julia[4]. Les deux bâtiments sont décorés de trophées égyptiens, comme les monuments consacrés aux victoires. À l’intérieur de la curie Octavien fait placer une Victoire hellénistique provenant de Tarente, symbolisant la présence d’Octavien et considérée comme sa déesse protectrice. Ces nouveaux monuments transforment l’apparence du forum, centre politique de la République, lié désormais aux victoires augustéennes et à la gens Iulia.
- 28 août : Octavien inaugure l'Autel de la Victoire[4].

- Campagnes de M. Licinius Crassus en Thrace[5]. Les légions romaines victorieuses des Gètes et des Daces poursuivent au Nord jusque sur les rives du Danube (fin en 28 av. J.-C.).

- Hispanie : début des guerres cantabres (fin en 19 av. J.-C.)[6].
- Afrique : Auguste envoie le légat Sentinius Saturninus reconstruire Carthage sous le nom de Colonia Julia Carthago[7].
- Sri Lanka : les chroniques cingalaises Dipavamsa et Mahavamsa mentionnent un concile bouddhique qui se serait tenu à Tambapanni, convoqué par le roi Vattagamani, avec pour objectif de coucher le canon par écrit[8].

## Décès en 29 av. J.-C.
- Mariamne, seconde femme d'Hérode Ier le Grand, exécutée pour adultère.